# Restauracionismo
Restauracionismo é a postura histórico-teológica presente em algumas denominações religiosas que creem que o cristianismo histórico apostatou em algum ponto de sua existência, sendo necessário restaurar o cristianismo primitivo da era apostólica.
Movimentos históricos de cunho restauracionista incluem os hussitas, anabatistas, landmarkistas, valdenses insertos no contexto da Reforma Radical e os puritanos. Outros movimentos como o adventismo, o mormonismo, a ciência cristã e o movimento dos estudantes da Bíblia procuravam restabelecer uma igreja visível e restaurada conforme os princípios bíblicos.

## Pressuposto histórico-teológico
A perspectiva de restauração procura restaurar tudo que Jesus Cristo havia estabelecido porém fora perdido com a Grande Apostasia, diferente do protestantismo magisterial oriundo da tentativa de reforma da Igreja Católica Romana.
O historiador de teologia Steven L. Ware define "restauracionismo é um complexo de ideias que, implícito e comum a todo o protestantismo (...) é essencialmente sinônimo de primitivismo." Algum tipo de corrupção teria acontecido no cristianismo e os ensinos dos apóstolos teriam sido influenciados por práticas pagãs. Segundo James Smith, "O primitivismo persiste em um envolvimento mínimo da ação de Deus na história (que se restringiria à vida de Cristo e geralmente ao I século da atividade apostólica) e assim coloca a Igreja do Novo Testamento no I século como modelo para a prática contemporânea."
Adicionalmente, igrejas de origem estadunidense referem-se a si mesmas especificamente como Restauracionista ou Movimento Restauracionista Stone-Campbell, sendo as principais denominações a Igrejas de Cristo, os Discípulos de Cristo e os Cristadelfianos.
Todavia, muitos adeptos da doutrina restauracionista não se identificam como protestantes, católicos ou ortodoxos, mas sim com a igreja primitiva. Em contrapartida, vários protestantes se veem como continuidade ininterrupta, histórica ou marginal (como os batistas adeptos do landmarkismo), do cristianismo primitivo.

## Contraste com outras doutrinas
Outras doutrinas sobre a história da Igreja são a doutrina da sucessão apostólica e o Sucessionismo Marginal. Na doutrina da sucessão apostólica, adotada pela Igreja Católica Romana, Igreja Anglicana e Igreja Ortodoxa, a legitimidade denominacional é fundada na sucessão do clero. Enquanto no Sucessionismo Marginal, defendido pelo Landmarkismo, o cristinismo puro teria sobrevivido à história através de grupos pequenos e marginais, normalmente tidos como hereges.

## Grande Apostasia
A doutrina restauracionista prega que durante a história houve uma Grande Apostasia no Cristianismo. Para alguns, ocorreu em um período específico, como após a morte do último apóstolo de Cristo, ou o reinado de Constantino, enquanto para outros, como protestantes em geral, a apostasia se implantou gradativamente e a longo prazo durante os séculos da era cristã.

## História da doutrina restauracionista

### Restauracionismo na Europa Continental
Durante a Idade Média movimentos populares como os valdenses, franciscanos, hussitas pretendiam restaurar a simplicidade do cristianismo original, vontade expressa nas profecias de Joaquim de Fiori.
A própria Reforma Protestante foi baseada em uma ideologia restauracionista. Lutero proclamava em seu O cativeiro babilônico da Igreja o fim de uma era de corrupção e retorno ao cristianismo neo-testamentário. Heinrich Bullinger defendia que as ideias dos reformadores não eram novidade, mas sim doutrinas olvidadas ou corrompidas. Todavia, a reforma magisterial (luteranismo, calvinismo e anglicanismo) via-se uma continuação do cristianismo histórico, aceitando a validade dos cânones dos primeiros concílios ecumênicos e a literatura patrística desde que estivessem de acordo com as Escrituras. O ideal era reformar a Igreja, rejeitando práticas e doutrinas corrompidas, mas manter práticas que, mesmo não estando presente na Bíblia, não estivesse em oposição a ela.
Diferente dos reformadores magisteriais e partindo a uma postura que primou ser chamada de Reforma Radical os anabatistas, socinianos e schwelkenfelders rejeitaram qualquer necessidade de continuação histórica, mas sim restaurar suas perspectivas do cristianismo primitivo. Para eles o ideal seria reconstruir a igreja primitiva, praticar somente o que fosse mencionado nas Escrituras, sem necessidade de aderir aos preceitos históricos dos concílios ou da literatura patrística.
Mesmo entre os reformadores radicais a doutrina restauracionista não foi muito popular, a partir do século XVII a perspectiva histórico-teológico preferida foi a da sucessão secreta ou marginal. Essa doutrina emergiu baseada em escritos de Thieleman que retratava os mártires do cristianismo e a perseguição dos anabatistas, e Gottfried Arnold que argumentava que ao longo da história do cristianismo houve grupos marginais tão legítimos quanto as igrejas estabelecidas.

### Restauracionismo Anglo-Estadunidense
No século XIX houve a ressurgência da doutrina restauracionista nos Estados Unidos e Inglaterra. Nesse último país o pastor presbiteriano Edward Irving proclamava uma restauração espiritual do cristianismo primitivo, enquanto John Nelson Darby e outros irmãos de Plymouth pretendiam restaurar um cristianismo simples e adenominacional, usando uma interpretação dispensacionalista da história.
Nessa época, durante o Segundo Grande Despertar nos Estados Unidos emergiram movimentos restauracionistas, primeiro na fronteira agrícola na região dos Apalaches, onde os Campbell e Barton Stone pregavam um cristianismo não credal e sem barreiras denominacionais. Posteriormente, nesse mesmo contexto e região, movimentos como o mormonismo, o adventismo e as Testemunhas de Jeová procuravam restabelecer uma igreja visível e restaurada conforme os princípios bíblicos.

#### Adventismo
O adventismo, que surgiu a partir do Segundo Grande Reavivamento começado por William Miller, crê que é a "Igreja Remanescente" a partir da Igreja Cristã do Primeiro Século. Creem, ainda, nos escritos de Ellen Gould White como a revelação de Deus para o retorno a ensinos bíblicos como: a "guarda do Sábado" (que segundo eles é uma restauração do verdadeiro cristianismo), além disso pregam o "estado inconsciente dos mortos" (Eclesiastes 9:10), a "regulação dietética do Antigo Testamento", e a "interpretação do santuário de Daniel 8".

#### Movimento dos estudantes da Bíblia

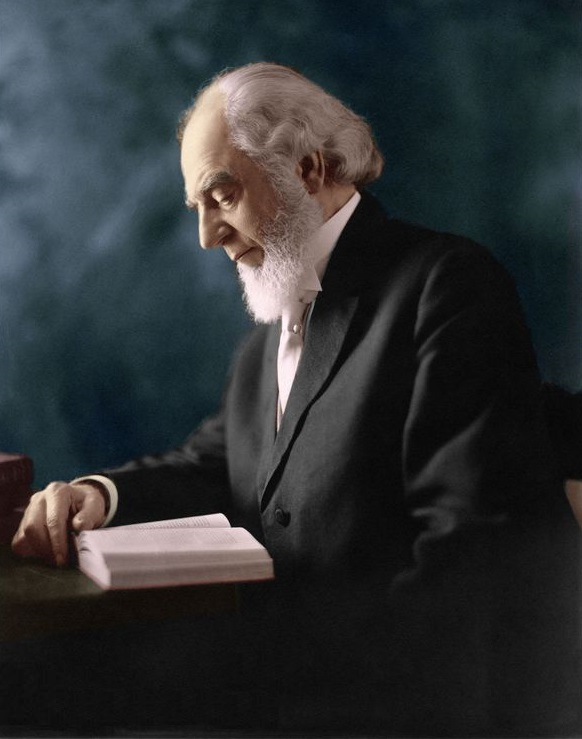
Charles Taze Russell

As Testemunhas de Jeová, surgidas do movimento dos estudantes da Bíblia, acreditam que algumas denominações cristãs surgiram a partir de uma Grande Apostasia (1 Timóteo 4:1), sendo essas "igrejas" parte de Babilônia, a Grande, o império da religião falsa, do livro de Apocalipse, e que a fé original pode ser restaurada através do estudo intensivo da Bíblia abençoado por Deus e do entendimento que seu Corpo Governante ou "Escravo Fiel e Prudente" promove. (Mateus 24:45). Elas continuaram a desenvolver doutrinas que consideram ser uma restauração da Igreja primitiva. Concentraram-se em diversos pontos-chave doutrinários que consideram um retorno ao cristianismo primitivo, derivados da Bíblia, incluindo a ênfase maior sobre o uso do nome de Deus (YHWH) que usualmente chamam de Jeová (Salmos 83:18); a rejeição do trinitarismo (1 Coríntios 15:28), acreditam que Jesus não faz parte de uma trindade, mas que atualmente é um ser divino que está direita de Deus, o Pai; a rejeição do conceito atual de inferno de fogo (Atos 2:31 e Jó 14:13) como um lugar de tormento eterno (Romanos 6:23 e 2 Tessalonicenses 1:9); estrita neutralidade nos assuntos políticos, elas não votam (João 17:16); abstinência de guerra, pois acreditam que um cristão não deve pegar em armas e nem matar o seu próximo (João 13:34,35 e Mateus 16:52), e a crença na manifestação iminente do Reino de Deus, algo que falam bastante em seu serviço de pregação de casa em casa (Daniel 2:44); na Terra com a transformação desta num futuro restabelecido Paraíso (Salmos 37:29). Normalmente comemoram festas de casamento, mas não comemoram nenhum outro tipo de festividade comemorativa comum, podendo-se citar como exemplos: Aniversários, Natal, Páscoa etc, pois consideram como de origem pagã conforme era também considerado por servo de Deus no passado segundo a Bíblia. O nome atual do grupo só surgiu em 1931, quatorze anos após a grande cisma de 1917. Suas origens remontam ao grupo de estudo independente da Bíblia liderado por Charles Taze Russell nos anos 1870.

#### Santos dos Últimos Dias (Mórmons)

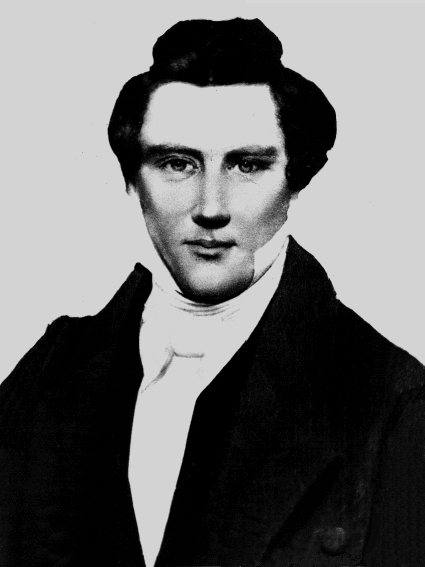
Joseph Smith, Jr

No entendimento dos mórmons, ou seja, dos membros de A Igreja de Jesus Cristo dos Santos dos Últimos Dias, a Bíblia Sagrada não se constitui como o único volume de escrituras preparado pelos servos de Deus, de modo que o Pai Celestial pode se revelar continuamente através de profetas (homens divinamente autorizados e designados como testemunhas especiais de Cristo) e revelar novas escrituras a qualquer momento, se assim o desejar. Assim, à Bíblia Sagrada adicionam-se outros livros de escritura, tão inspirados quanto ela e sem a finalidade de substituí-la, mas de complementá-la. Em especial, um volume de escrituras que relata os acontecimentos dos cristãos que viveram na América pré-colombiana, denominado O Livro de Mórmon: Outro Testamento de Jesus Cristo, se mostra como obra de relevante consideração entre os mórmons, a ponto de serem denominados dessa forma graças à sua crença nesta outra escritura sagrada, em conjunto com a Bíblia. Para os Santos dos Últimos Dias a restauração abrange dois princípios básicos: primeiramente, a restauração do sacerdócio, ou seja, da autoridade eclesiástica advinda diretamente de Jesus Cristo, seguindo o tipo de organização que Cristo usara quando estava na Terra em seu próprio ministério mortal, isto é, profetas, apóstolos e outros oficiais autorizados. Outro aspecto importante da restauração é a construção de templos sagrados e a qualificação de ordenanças (rituais sagrados), realizados através da autoridade do sacerdócio acima explicado, de modo a permitir que as famílias possam estar unidas por toda a eternidade. Segundo os Mórmons, no início do século XIX, Moisés, Elias, João Batista, Pedro, Tiago, João e vários outros profetas, apóstolos e seres celestiais teriam vindo direto do céu e entregado o Sacerdócio Aarônico e o Sacerdócio de Melquisedeque ao seu primeiro líder, o profeta Joseph Smith, restaurando assim a ordem eclesiástica da Igreja primitiva, a autoridade necessária para oficiar as ordenanças sagradas e e a possibilidade do recebimento de novas revelações através de profetas e apóstolos divinamente inspirados.

#### Pentecostalismo
Quanto ao movimento pentecostal, possuía uma concepção restauracionista em sua origem e via o batismo no Espírito Santo, manifesto na glossolalia, como prova da restauração do cristianismo primitivo.
Ambrose J. Tomlison, pioneiro pentecostal e fundador da Igreja de Deus, Cleveland e da Igreja de Deus da Profecia, via a história do cristianismo como um desenrolar de restaurações movidas por Deus: a justificação pela fé de influência Luterana, a conversão pessoal e/ou pietismo Wesleyano, o movimento de Santidade metodista que culminaram no estabelecimento de suas igrejas em 1903, com a manifestação das  novas línguas.
A pregadora Aimee McPherson pregou um sermão alegórico em 1917 cuja função do pentecostalismo seria restaurar o poder carismático do cristianismo primitivo.
Nos anos 1950 surgiu o movimento de "chuva tardia" que se via como uma última dispensação restauracionista de dons e cura divina. Um dos expoentes desse movimento foi William Marrion Branham.
Dentro do pentecostalismo surgiu o movimento apostólico, pregando a restauração do ofício do apóstolo no cristianismo contemporâneo. O termo também é utilizado por grupos mais recentes, descrevendo o objetivo de restabelecer o cristianismo na sua forma original, como alguns Restauracionistas Carismáticos antidenominacionais, que surgiram na década de 1970 no Reino Unido e em outros lugares.

#### Outros
A descoberta da biblioteca de Nag Hammadi no Egito fez com que vários textos gnósticos se tornassem públicos e movimentos neognósticos surgiram pregando que o cristianismo neotestamentário tenha sido uma forma corrupta que reprimiu o cristianismo gnóstico.
Entre grupos teosóficos e místicos há duas correntes principais quanto à história teológica. Uns acreditam em um conhecimento transmitido secretamente através dos séculos, enquanto outros veem uma restauração de um conhecimento perdido há tempos, como o caso da Igreja Cristã Primitiva.

## Doutrinas e Práxis
Os diversos movimentos restauracionistas visam objetivos distintos para restauração:
- Escrituras perdidas ou não corrompidas no caso dos mórmons, neognósticos, movimento do Nome Sagrado;
- Eclesiologia (movimento de Stone-Campbell, Irmãos de Plymouth, pentecostalismo apostólico, Igreja Nova Apostólica);
- Rito (anabatismo, Zwinglianos);
- Espiritualidade, como a Glossolalia religiosa no Pentecostalismo e Irvinismo;
- A Igreja como instituição remanescente de um plano divino Igreja Adventista do Sétimo Dia, Igreja de Deus da Profecia.
- Movimentos das Igreja Obra de Restauração no Brasil.